# Stefano Minelli
Stefano Minelli (Brescia, 5 marzo 1994) è un calciatore italiano, portiere svincolato.

## Biografia
Nato a Brescia, è cresciuto a Rezzato.

## Carriera

### Club

#### Brescia
Inizia a giocare a calcio nelle giovanili nel Brescia, venendo successivamente inserito in prima squadra dall'allenatore delle Rondinelle Ivo Iaconi, con cui debutta in prima squadra da titolare il 25 maggio 2014, a 20 anni, nella partita di Serie B Brescia-Juve Stabia (4-1) disputata allo stadio Rigamonti.
Ottiene 13 presenze nella stagione 2014-2015 e in quella successiva nella stagione 2015-2016 diventa il nuovo portiere titolare delle rondinelle, e tale rimane fino al termine della stagione 2017-2018, visto che nell'estate successiva viene messo fuori rosa.

#### Padova
Il 4 gennaio 2019 passa a titolo definitivo al Padova. Al termine della stagione 2019-2020 finisce la sua esperienza con la squadra veneta, con la quale non rinnova il contratto.

#### SPAL e Perugia
L'11 dicembre 2020, dopo essere rimasto svincolato, firma con la SPAL fino al 30 giugno 2021. 
Nella sessione di mercato di gennaio 2021, viene ceduto a titolo definitivo al Perugia con cui firma un contratto fino al termine della stagione. Inizialmente nel ruolo di secondo, dopo pochi turni conquista la maglia da titolare e contribuisce alla vittoria del campionato e al ritorno dei biancorossi in serie B.

#### Frosinone
Il 10 settembre 2021, a mercato ormai concluso, firma da svincolato un contratto annuale con il Frosinone.

#### Cesena e prestito al Südtirol
Il 14 luglio 2022, viene acquistato a titolo definitivo dal Cesena, in Serie C, con cui firma un contratto biennale.
Il 13 gennaio 2023, viene ceduto in prestito con diritto di riscatto al Südtirol, in Serie B, fino al termine della stagione.

#### Feralpisalò e Novara
Il 16 luglio 2023, viene ceduto a titolo definitivo alla Feralpisalò, neo-promossa in Serie B.
Il 23 gennaio 2024, passa a titolo definitivo al Novara, in Serie C.

## Statistiche

### Presenze e reti nei club
Statistiche aggiornate al 26 aprile 2025.
| Stagione            | Squadra         | Campionato      | Campionato | Campionato | Coppe nazionali | Coppe nazionali | Coppe nazionali | Coppe continentali | Coppe continentali | Coppe continentali | Altre coppe | Altre coppe | Altre coppe | Totale | Totale |
| Stagione            | Squadra         | Comp            | Pres       | Reti       | Comp            | Pres            | Reti            | Comp               | Pres               | Reti               | Comp        | Pres        | Reti        | Pres   | Reti   |
| ------------------- | --------------- | --------------- | ---------- | ---------- | --------------- | --------------- | --------------- | ------------------ | ------------------ | ------------------ | ----------- | ----------- | ----------- | ------ | ------ |
| 2013-2014           | Brescia         | B               | 2          | -1         | CI              | 0               | 0               | -                  | -                  | -                  | -           | -           | -           | 2      | -1     |
| 2014-2015           | Brescia         | B               | 13         | -18        | CI              | 2               | -1              | -                  | -                  | -                  | -           | -           | -           | 15     | -19    |
| 2015-2016           | Brescia         | B               | 40         | -58        | CI              | 2               | -1              | -                  | -                  | -                  | -           | -           | -           | 42     | -59    |
| 2016-2017           | Brescia         | B               | 33         | -41        | CI              | 1               | -2              | -                  | -                  | -                  | -           | -           | -           | 34     | -43    |
| 2017-2018           | Brescia         | B               | 41         | -50        | CI              | 0               | 0               | -                  | -                  | -                  | -           | -           | -           | 41     | -50    |
| 2018-gen. 2019      | Brescia         | B               | 0          | 0          | CI              | 0               | 0               | -                  | -                  | -                  | -           | -           | -           | 0      | 0      |
| Totale Brescia      | Totale Brescia  | Totale Brescia  | 129        | -168       |                 | 5               | -4              |                    | -                  | -                  |             | -           | -           | 134    | -172   |
| gen.-giu. 2019      | Padova          | B               | 18         | -18        | CI              | -               | -               | -                  | -                  | -                  | -           | -           | -           | 18     | -18    |
| 2019-2020           | Padova          | C               | 26+3       | -19 + -2   | CI+CI-C         | 1+0             | -3 + 0          | -                  | -                  | -                  | -           | -           | -           | 30     | -24    |
| Totale Padova       | Totale Padova   | Totale Padova   | 44+3       | -37 + -2   |                 | 1               | -3              |                    | -                  | -                  |             | -           | -           | 48     | -42    |
| dic. 2020-gen. 2021 | SPAL            | B               | 0          | 0          | CI              | 0               | 0               | -                  | -                  | -                  | -           | -           | -           | 0      | 0      |
| gen.-giu. 2021      | Perugia         | C               | 8          | -2         | -               | -               | -               | -                  | -                  | -                  | SC-C        | 1           | -1          | 9      | -3     |
| 2021-2022           | Frosinone       | B               | 11         | -15        | CI              | 0               | 0               | -                  | -                  | -                  | -           | -           | -           | 11     | -15    |
| 2022-gen. 2023      | Cesena          | C               | 0          | 0          | CI-C            | 0               | 0               | -                  | -                  | -                  | -           | -           | -           | 0      | 0      |
| gen.-giu. 2023      | Südtirol        | B               | 0          | 0          | CI              | -               | -               | -                  | -                  | -                  | -           | -           | -           | 0      | 0      |
| 2023-gen. 2024      | Feralpisalò     | B               | 0          | 0          | CI              | 0               | 0               | -                  | -                  | -                  | -           | -           | -           | 0      | 0      |
| gen.-giu. 2024      | Novara          | C               | 16+2       | -13 + -2   | CI-C            | -               | -               | -                  | -                  | -                  | -           | -           | -           | 18     | -15    |
| 2024-2025           | Novara          | C               | 38         | -39        | CI-C            | 2               | -4              | -                  | -                  | -                  | -           | -           | -           | 40     | -43    |
| Totale Novara       | Totale Novara   | Totale Novara   | 54+2       | -52 + -2   |                 | 2               | -4              |                    | -                  | -                  |             | -           | -           | 58     | -59    |
| Totale carriera     | Totale carriera | Totale carriera | 251        | -27        |                 | 8               | -11             |                    | -                  | -                  |             | 1           | -1          | 260    | -290   |

## Palmarès

### Club

#### Competizioni nazionali
- Serie C: 1

Perugia: 2020-2021 (girone B)